# Ichthyodes fergussoni
Ichthyodes fergussoni là một loài bọ cánh cứng trong họ Cerambycidae.